# Індійська гробниця (фільм, 1921)
«Індійська гробниця» (нім. Das indische Grabmal) — німий німецький епічний фільм режисера Джое Мая, знятий у двох частинах: «Індійська гробниця: Місія Йога» (нім. Das indische Grabmal erster Teil - Die Sendung des Yoghi) та «Індійська гробниця: Тигр Бенгалії» (нім. Das indische Grabmal zweiter Teil - Der Tiger von Eschnapur). Фільм знято за романом Теа фон Гарбоу.

## Сюжет
Магараджа Бенгалії Айян (Конрад Фейдт) викриває свою дружину, принцесу Савітрі (Ерна Морена), в невірності зі своїм другом, англійський офіцером Мак Аланом (Пауль Ріхтер). Заради помсти дружині, що зрадила йому, він велить ще за життя побудувати для неї пишну гробницю, а друга планує убити на полюванні.
Хитрістю і за допомогою магічних здібностей свого слуги Йога Рамігамі (Бернгард Ґьоцке), магараджа виманює з Англії в Бенгалію архітектора Герберта Роуленда для спорудження цієї гробниці. Ревнивець примушує англійця будувати могилу для своєї дружини, та Герберт відмовляється. Його наречена, запідозривши недобре, їде навздогін за нареченим.

## В ролях
| Актор           |   | Роль                         |
| --------------- | - | ---------------------------- |
| Олаф Фьонсс     | • | Герберт Роуленд              |
| Міа Май         | • | Ірен Амундсен                |
| Конрад Фейдт    | • | магараджа Айян III           |
| Ерна Морена     | • | принцеса Савітрі             |
| Бернгард Ґьоцке | • | йог Раміґані                 |
| Ліа де Путті    | • |                              |
| Пауль Ріхтер    | • | Мак Алан, англійський офіцер |
| Георг Джон      | • |                              |

## Факти
У 1959 році Фріц Ланг, який написав сценарій до фільму, уже як режисер повторно екранізував роман Теа фон Гарбоу, знявши фільми «Бенгальский тигр» та «Індійська гробниця».